# Munididae
Munididae é uma família de crustáceos decápodes da superfamília Galatheoidea da infraordem Anomura.

## Descrição
Os crustáceos da família Munididae distinguem-se as outras famílias pela presença na carapaça de uma protuberância frontal com três espinhos e de um rostrum central, dois espinhos que se prolongam para adiante a partir de uma posição acima dos olhos. Apesar de algumas espécies entrarem em águas pouco profundas, a maioria das espécies da família Munididae são de águas profundas, em contraste com a família Galatheidae, maioritariamente de águas pouco profundas.

## Taxonomia
Os géneros presentemente incluídos na família Munididae estiveram anteriormente incluídos numa família Galatheidae com circunscrição alargada. Quando originalmente descrita (2010), a família continha os seguintes géneros:
- Agononida Baba & de Saint Laurent, 1996
- Anomoeomunida Baba, 1993
- Anoplonida Baba & de Saint Laurent, 1996
- Babamunida Cabezas, Macpherson & Machordom, 2008
- Bathymunida Balss, 1914
- Cervimunida Benedict, 1902
- † Cretagalathea Garassino, De Angeli & Pasini, 2008 – Cretáceo
- Crosnierita Macpherson, 1998
- Enriquea Baba, 2005
- Heteronida Baba & de Saint Laurent, 1996
- † Juracrista Robins, Feldmann & Schweitzer, 2012 – Jurássico (Tithoniano)[2]
- Munida Leach, 1820
- Neonida Baba & de Saint Laurent, 1996
- Onconida Baba & de Saint Laurent, 1996
- Paramunida Baba, 1988
- Plesionida Baba & de Saint Laurent, 1996
- Pleuroncodes Stimpson, 1860
- † Protomunida Beurlen, 1930 – Palaeoceno ao Eoceno
- Raymunida Macpherson & Machordom, 2000
- Sadayoshia Baba, 1969
- Setanida Macpherson, 2006
- Tasmanida Ahyong, 2007
- Torbenella Baba, 2008